# Johann Peter von Feuerbach
Johann Peter Feuerbach, ab 1820 Johann Peter von Feuerbach (* 1. August 1761 in Wetzlar; † 18. Januar 1825 in Stuttgart) war ein deutscher politischer Beamter.

## Leben
Johann Peter von Feuerbach kam aus einfachsten Verhältnissen und war der Sohn des Strumpfwebers Wilhelm Gottfried Feuerbach (* 4. Februar 1729 in Leun; † 20. Juni 1780 in Wetzlar) und dessen Ehefrau Judith (geb. Hoch).
Er besuchte die Schule in Wetzlar; dort fiel er durch seine akkurate Handschrift auf, sodass sein Vater ihm vorschlug, als Kopist bei einem Prokurator des Reichskammergerichts zu arbeiten. Sein Vater finanzierte ihm zum Schulunterricht, bei dem er nun auch Latein lernte, einen bescheidenen Privatunterricht. Im Laufe der Zeit entwickelte er den Wunsch höhere Schulen und vorbereitende juridische Vorlesungen zu besuchen, die seinerzeit in Wetzlar abgehalten wurden. 1774 verließ er die Schule und erhielt eine Anstellung im Haus eines Privatlehrers.
Trotz des Versterbens seines Vaters 1780 setzte er in seiner Freizeit die vorbereitenden Studien fort und nutzte die Gelegenheit, als er in Göttingen 1782 einen Freitisch erhielt, die dortige Universität zu besuchen. Kurz nach seiner Ankunft in Göttingen hatte er das Glück, von einem mittellosen ehemaligen Mitschüler aufgenommen zu werden. Aufgrund einer Empfehlung des Geheimen Justizrates Johann Stephan Pütter konnte er unentgeltlich die Vorlesungen besuchen, musste jedoch, um seinen Lebensunterhalt zu bestreiten, von anderen Studenten Abschriften aus deren Kollegienheften anfertigen, verfasste Repetitionen der Vorlesungen und erteilte Unterricht an mehrere junge Leute. Er beendete 1785 sein Studium und folgte der Einladung eines durch Göttingen reisenden Mitglieds des Reichskammergerichts und kehrte nach Wetzlar zurück.
Nachdem er eine Anstellung beim Reichskammergericht erhalten hatte, führte er in den Schreibstuben der Prokuratoren und Assessoren verschiedene Arbeiten durch und erhielt einen umfassenden praktischen Einblick in die reichskammergerichtliche Praxis.
Im August 1786 begleitete er den Reichskammergerichtsassessor Franz Joseph von Albini, als dieser vom Mainzer Kurfürsten Friedrich Karl Joseph von Erthal zum Geheimen Reichsreferendar in Wien ernannt worden war, als dessen Privatsekretär. Um seinen Lebensunterhalt während seines Aufenthaltes in Wien aufzubessern, führte er in seiner freien Zeit Arbeiten in der Schreibstube des Reichsagenten von Fichte durch, dessen langjährige Freundschaft er hierbei erwarb.
Im August 1789 erhielt er, auf Empfehlung von Albini im schwäbischen Ritterkanton Kocher die vakante 2. Konsulentenstelle, und reiste von Wien nach Esslingen zur dortigen Ortskanzlei. Seine dortige Tätigkeit erwies sich als sehr schwierig, weil er keine Kenntnisse der lokalen Verhältnisse hatte, die ritterschaftliche Verfassung sehr kompliziert war und ein eigenes Studium sowie praktische Übungen erforderte und er viele Geschäftsrückstände aufarbeiten musste; dazu kam, dass nach Ausbruch der Französischen Revolution die Geschäfte der Ritterschaft zunahmen. Auch nach dem Frieden von Lunéville und dem Reichsdeputationsrezess von 1803 blieb die ritterschaftliche Verfassung vorerst noch erhalten, allerdings war absehbar, dass Veränderungen drohten, sodass er 1803 mit der nach Wien abgeordneten ritterschaftlichen Deputation reiste und an den dortigen Verhandlungen teilnahm.
Nach dem Ausbruch des Krieges zwischen Frankreich und Österreich 1805, wurde in der Folge die Reichsritterschaft verschiedenen ehemaligen Reichsständen unterworfen und der Ritterkanton kam unter Württembergische Hoheit, allerdings hing seine Anstellung in königliche württembergische Dienste noch von einer Auseinandersetzung mit Bayern ab, das ebenfalls ritterschaftliche Angestellte zu übernehmen hatte.
Im September 1806 wurde er, allerdings ohne förmliche Anstellung, als königlich württembergischer Okkupationskommissar im Auftrag des Generalkommissärs nach Ehingen gesandt. In Ehingen sammelte er alle Information über den Ritterkanton Donau und deren lokale Verhältnisse, um diese später bei den Verhandlungen mit Bayern verwenden zu können, die in der Folge der Rheinbundakte in Ulm eröffnet wurden; bei Eröffnung der Verhandlungen unterstützte er den königlichen Bevollmächtigten, der hierdurch eine für Württemberg gütliche Regelung erzielen konnte.
Mit der Ratifizierung des Vertrages erhielt Johann Peter eine Anstellung als Vortragender Rat, mit dem Charakter eines Legationsrates, beim damaligen Kabinettsministerium (Ministerium der auswärtigen Angelegenheiten). In der Folge des Preßburger Friedens und der Rheinbundakte gab es noch zahlreiche Verhandlungspunkte mit den benachbarten Staaten, bei denen es um Auseinandersetzungen, Ausgleichszahlungen und der Beilegung von Differenzen ging, die wiederum zu neuen Vertragsabschlüssen führten. 1808 war er zum Geheimen Legationsrat ernannt worden und unterzeichnete in den Jahren von 1808 bis 1810 bei allen abgeschlossenen Staatsverträgen entweder als Bevollmächtigter oder war für die Bearbeitung zuständig.
Im Oktober 1810 wurde er zum Mitbevollmächtigten für den Vollzug eines mit Bayern in Paris abgeschlossenen Landeszessions- und Purifikationsvertrag (Gefällaustausch) ernannt und verbrachte hierzu zwei Jahre wechselweise in Ulm und in München, bis der Vertrag 1812 abgeschlossen wurde.
1815 beriet er seinen Regenten beim Wiener Kongress und wurde nach dessen Beendigung vom König zum Staatsrat befördert und erhielt zugleich das Direktorium der Kanzlei und das Büro der auswärtigen Angelegenheit bei den Deutschen Expeditionen übertragen. Fünf Monate darauf wurde zum königlichen Gesandten am Bundestag ernannt; allerdings erfolgte auf seine Bitte die Dispensierung von dieser Stelle.
Bis zum Tod von König Friedrich im Oktober 1816 nahm er an dessen persönlichen Konferenzen zu auswärtigen Verhältnissen teil und hielt Vorträge, beziehungsweise wurden ihm unmittelbare Aufträge erteilt. Nach dem Regierungswechsel blieb er in seinem Amtsverhältnis im königlichen Ministerium der auswärtigen Angelegenheiten und wurde 1820 zum Wirklichen Ministerialdirektor im Departement der auswärtigen Angelegenheiten ernannt. König Wilhelm I. von Württemberg beendete die persönlichen Konferenzen und schuf den Geheimen Rat als oberste beratende Behörde; Johann Peter von Feuerbach wurde 1821 als außerordentliches Mitglied bis zu seinem Tod in diesem Rat aufgenommen.
Anfang 1823 wurde er zum Kirchenvorsteher der evangelisch-reformierten Kirche gewählt.
Johann Peter von Feuerbach heiratete am 24. November 1804 in Esslingen Karoline Sophie Johanna Friederike (* 17. Oktober 1779 in Rostock; † 13. August 1826 in Stuttgart), Tochter seines ehemaligen Kollegen in Esslingen, des 1. Konsulenten, Ehrhard Friedrich Weinland (1745–1812); gemeinsam hatten sie mehrere Töchter, von diesen ist namentlich bekannt:
- Marie Sophie Amalie Feuerbach (* 1. Dezember 1806 in Esslingen; † unbekannt), verheiratet mit Carl Friederich Christian Reuß (* 1794; † unbekannt).

## Auszeichnungen und Ehrungen
- Johann Peter von Feuerbach erhielt vom österreichischen Hof die Große Goldene Civil-Ehrenmedaille.
- 1809 erhielt er das Ritterkreuz und 1812 das Kommandeurkreuz des königlichen Württembergischen Zivilverdienstordens verliehen, hiermit verbunden war die Erhebung in den persönlichen, nicht vererbbaren Adel.
- Er erhielt am 26. Juni 1815 das Kleinkreuz zum österreichischen Leopoldorden.[3]
- 1819 erhielt er vom König Wilhelm I. das Ritterkreuz des Ordens der Württembergischen Krone.
- 1821 wurde ihm vom bayerischen König Maximilian I. Joseph der Verdienstorden der Bayerischen Krone verliehen.